# ペイパー・ムーン (アルバム)
『ペイパー・ムーン』(PAPER MOON)は1976年5月にリリース（FX-6054）された、大橋純子の2枚目のアルバムである。

## 概要
前作のアルバムは7割がカバー曲であったが、作家には著名人に加え、後にメジャーとなる若手を起用した全曲オリジナルナンバーを収録。一度再発売され（S-7032）、2009年にデビュー35周年を記念してボーナストラック3曲を収録し再CD化（UPCY-6529）

## 収録曲
| #         | タイトル                    | 作詞        | 作曲         | 編曲         | 時間  |
| --------- | --------------------------- | ----------- | ------------ | ------------ | ----- |
| 1.        | 「愛の祈り (Still a Boy) 」 | Marci Sutin | 林哲司       | 林哲司       | 3:50  |
| 2.        | 「ひとり」                  | 寺尾聰      | ミッキー吉野 | ミッキー吉野 | 3:40  |
| 3.        | 「キャシーの噂 」           | 松本隆      | 林哲司       | 林哲司       | 3:03  |
| 4.        | 「白い午後」                | 竜真知子    | 佐藤健       | 佐藤健       | 4:13  |
| 5.        | 「心に住めない女」          | 崎南海子    | 林哲司       | 林哲司       | 3:17  |
| 6.        | 「やさしい人」              | 松本隆      | 林哲司       | 林哲司       | 2:47  |
| 合計時間: | 合計時間:                   | 合計時間:   | 合計時間:    | 合計時間:    | 20:50 |

| #         | タイトル             | 作詞       | 作曲      | 編曲      | 時間  |
| --------- | -------------------- | ---------- | --------- | --------- | ----- |
| 7.        | 「ペイパー・ムーン」 | 松本隆     | 筒美京平  | 深町純    | 4:03  |
| 8.        | 「砂時計」           | 竜真知子   | 中村清寿  | 萩田光雄  | 4:19  |
| 9.        | 「別れのワイン」     | 伊藤アキラ | 樋口康雄  | 樋口康雄  | 3:12  |
| 10.       | 「午前3時の祈り」    | 伊藤アキラ | 樋口康雄  | 樋口康雄  | 3:12  |
| 11.       | 「ジョーク」         | 松本隆     | 萩田光雄  | 萩田光雄  | 3:35  |
| 12.       | 「ひきしお」         | 松本隆     | 佐藤健    | 佐藤健    | 5:26  |
| 合計時間: | 合計時間:            | 合計時間:  | 合計時間: | 合計時間: | 23:47 |

## 演奏
- 村上秀一（Drum）A-1 A-3 A-5 A-6 B-1 B-2 B-3 B-4 B-5
- 田中清司（Drum）A-4
- 原田裕臣（Drum）A-2
- 岡沢章（Bass）A-1 A-3 A-5 B-1 B-2 B-3 B-4　B-5
- 後藤次利（Bass）A-6
- スティーブ・フォックス（Bass）A-2
- 松木恒秀（Guitar）A-1　A-5　B-1　B-2 B-6
- 直井隆夫（Guitar）A-2
- 鈴木茂（Guitar）A-6
- 杉本喜代志（Guitar）A-4 B-3 B-5
- 羽田健太郎（Keyboard）A-3 A-4 B-3 B-4 B-5 B-6
- ミッキー吉野（Keyboard）A-1 A-2 A-4 B-2
- 深町純（Keyboard）B-1
- 渋井博 （Keyboard）
- 金山功（vibraphone）B-6
- 林哲司（Keyboard background vocals）A-1 A-5
- 新音楽協会 （Strings & brass）
- タイム・ファイヴ（Background vovals）A-1
- シンガーズ・スリー（Background vovals）
- 岡崎広志グループ（Background vovals）
- 宮沢明（tenor sax solo） A-3
- 渋井博（fender piano）A-6
- 浜口茂外（percussion）A-6
- 飯吉馨（harpsichord）A-6
- 山川恵子（harp）A-6

## レコーディングスタッフ
- プロデューサー：本城和治
- レコーディング・ミキサー：小林としお
- レコーディングスタジオ：オンキョー・ハウス・スタジオ、モウリスタジオ、ビクタースタジオ、フォノグラムスタジオ
- レコーディング期間：1974年12月 -1976年2月

## カバーデザイン
- 写真：飯田安国
- アート・ディレクション：扇谷まさお

## リマスター盤
- 1994年にCDのリマスター盤が発売された。音質の向上が図られている。
- 2009年に35周年記念盤としてリマスターされ3曲のボーナス･トラック（坂の上の家、夜汽車よ夜汽車、私 今日はとてもがんこです）も収録。